# Мар'янівка (Голованівська селищна громада)
Мар'я́нівка — село в Голованівській громаді Голованівського району Кіровоградської області України. Населення становить 94 осіб.

## Географія
У селі бере початок річка Деренюха.

## Історія
27 лютого 1920 року через Мар'янівку під час Зимового походу проходив Кінний полк Чорних Запорожців Армії УНР.

## Населення
Згідно з переписом УРСР 1989 року чисельність наявного населення села становила 110 осіб, з яких 44 чоловіки та 66 жінок.
За переписом населення України 2001 року в селі мешкали 94 особи.

### Мова
Розподіл населення за рідною мовою за даними перепису 2001 року:
| Мова       | Відсоток |
| ---------- | -------- |
| українська | 88,30 %  |
| молдовська | 10,64 %  |
| російська  | 1,06 %   |